# Annibal-Klasse
Die Annibal-Klasse war eine Klasse von zwei 74-Kanonen-Linienschiffen 2. Ranges der französischen Marine, die von Jacques-Noël Sané entworfen wurden und von 1779 bis 1794 in Dienst standen.

## Einheiten
| Name                      | Bauwerft         | Kiellegung       | Stapellauf      | Indienststellung | Verbleib |
| ------------------------- | ---------------- | ---------------- | --------------- | ---------------- | --- |
| Annibal Achille (ab 1786) | Arsenal de Brest | Dezember 1777    | 5. Oktober 1778 | Januar 1779      | Im Juni 1794 (Seeschlacht am 13. Prairial) durch die Royal Navy gekapert und in HMS Achille umbenannt, nicht in Dienst gestellt und ab Februar 1796 abgebrochen         |
| Northumberland            | Arsenal de Brest | 24. Februar 1779 | 3. Mai 1780     | Juni 1780        | Im Juni 1794 (Seeschlacht am 13. Prairial) durch die Royal Navy gekapert und in HMS Northumberland umbenannt, nicht in Dienst gestellt und ab Dezember 1795 abgebrochen |

## Technische Beschreibung
Die Klasse war als Batterieschiff mit zwei durchgehenden Geschützdecks konzipiert und hatte eine Länge von 54,57 Metern, eine Breite von 14,29 Metern und einen Tiefgang von 6,98 Metern bei einer Verdrängung von 1.478/2.939 Tonnen. Sie waren Rahsegler mit drei Masten (Fockmast, Großmast und Besanmast). Der Rumpf schloss im Heckbereich mit einem Heckspiegel, in den Galerien integriert waren, die in die seitlich angebrachten Seitengalerien mündeten.
Die Besatzung hatte eine Stärke von 702 bis 751 Mann (12 bzw. 17 Offiziere und 690 734 Unteroffiziere bzw. Mannschaften). Die Bewaffnung der Klasse bestand bei Indienststellung aus 74 Kanonen.
|      | Unteres Batteriedeck | Oberes Batteriedeck | Backdeck      | Achterdeck     | Kanonen (Geschossgewicht) |
| ---- | -------------------- | ------------------- | ------------- | -------------- | ------------------------- |
| 1780 | 28 × 36-Pfünder      | 30 × 18-Pfünder     | 4 × 8-Pfünder | 12 × 8-Pfünder | 74 Kanonen (410 kg)       |

## Bemerkungen
1. ↑  Die französische Einteilung in Rangklassen wich von der britischen ab. Zum Zeitpunkt der Indienststellung der Annibal-Klasse waren französische Schiffe Zweiten Ranges Zweidecker mit 74 Kanonen.